# Atliman
Atliman (bulgariska: Атлиман) är en vik i Bulgarien.   Den ligger i regionen Burgas, i den östra delen av landet, 400 kilometer öster om huvudstaden Sofia.
Runt Atliman är det glesbefolkat, med 19 invånare per kvadratkilometer.